# Nemr Abou Nassar

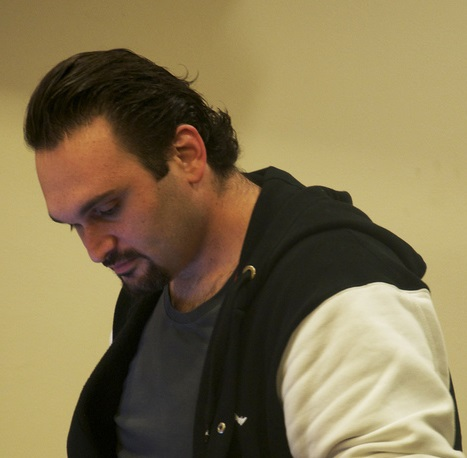
Nemr Abou Nassar (2009)

Nemr Abou Nassar (* 26. September 1983 in Beirut, Libanon) ist ein US-amerikanisch-libanesischer Komiker.

## Leben
Die Familie von Nemr Abou Nassar flüchtete 1985 vor dem Libanesischen Bürgerkrieg in die USA. Er erlangte 1993 die Staatsbürgerschaft der Vereinigten Staaten und kehrte in den Libanon zurück, wo er seitdem lebt. Er studierte Finanzwesen und Philosophie an der Amerikanischen Universität Beirut. Bereits während der Studienzeit trat er vereinzelt als Komiker auf und seit 2006 macht er dies hauptberuflich, womit er einer der ersten arabischen Komiker des Nahen Ostens wurde. Er tourte durch mehrere Clubs, Länder und nahm an einigen Tourneen teil, darunter auch 2007 an der ausverkauften Axis of Evil comedy tour in Libanon. Neben Radio- und Fernsehauftritten tourt er seit 2008 mit eigenen Programmen alleine durch die Welt.

## Live-Programme
- This is Why I'm Hot (2008)
- Eye of the Tiger (2009)
- Epic (2010)
- Victorious Secret (2011)